# 马尔尚
马尔尚（法語：Marchin，法語發音：[maʁʃɛ̃]）是比利时瓦隆大区列日省于伊區的一个市镇，西与那慕爾省接壤，通行法语，是比利时法语社群的一部分，人口5,460人（2018年1月1日）。